# 新潟遊園
新潟遊園（にいがたゆうえん）は、新潟県新潟市にかつて存在した遊園地である。

## 歴史
終戦後の1945年、新潟県西蒲原郡坂井輪村大字寺尾（当時。現：新潟市西区寺尾中央公園）の砂丘地で、農園として開墾が始まった。1949年頃からチューリップやバラの栽培を本格的に開始し、その後レジャー施設などが整備され「新潟遊園」として営業を開始した。チューリップ園やバラ園は市民の憩いの場となり、このチューリップ園を周回するミニチュア列車「おさるの電車」も人気を呼んだ。
だが新潟市への合併後、坂井輪地区では1960年代後半から宅地化が本格化した。園地南側には国道116号の改良区間（現：新潟市道曽和インター信濃町線1号）が整備されたが、同国道から園地正門へ至る道路は非常に狭隘な上、駐車場の収容台数も少なかったことから、周辺の道路交通にも支障をきたし始め、敷地も次第に縮小された。
こうした問題もあって寺尾の園地は1981年に閉園し、1982年4月1日に同郡巻町大字越前浜（当時。現：新潟市西蒲区越前浜）の砂丘地で移転開園した。寺尾の旧園地は閉園と同時に市に売却されて都市公園として整備されることとなり、1985年に寺尾中央公園が開園した。遊具やアトラクションは撤去されたものの、チューリップ園やバラ園などはそのまま活用され、現在も坂井輪地区住民の憩いの場となっている。
一方、越前浜へ移転した「新潟遊園」は同地内でもチューリップ園や遊具などを整備したものの、市街地から離れており交通が不便だった上に宣伝活動も不足し、さらにはバブル崩壊などの影響もあって来園者は伸びず、1994年10月30日をもって閉園した。現在、越前浜の旧園地はチューリップ畑や更地などとなっている。
2007年10月14日、西区内各地で開催された文化・芸術イベント「西区DEアート2007」の一環として、寺尾中央公園内で同区在住アーティストの企画による「新潟遊園復活物語」が開催され、当日は様々な催しが行われた。
なお、越後線寺尾駅の西には新潟県道44号新潟燕線を横断する踏切が設けられており、これには「農園踏切」の名称が付けられている。踏切の設置時には新潟遊園の前身である農園があったためで、往時の名残である。